# Stenospermation flavum
Stenospermation flavum — вид квіткових рослин із родини кліщинцевих (Araceae), роду Stenospermation. Це витка рослина, рідним ареалом якої є Колумбія (Долина Каука).